# Acantheis dimidiatus
Acantheis dimidiatus är en spindelart som först beskrevs av Tord Tamerlan Teodor Thorell 1890.  Acantheis dimidiatus ingår i släktet Acantheis och familjen Ctenidae. Inga underarter finns listade i Catalogue of Life.